# Vidalengo
Vidalengo [vidaˈleŋɡo , vidaˈlɛŋɡo] (Idalèngh [idaˈlɛŋk] in dialetto bergamasco) è una frazione del comune di Caravaggio, in provincia di Bergamo. Situata sull'antichissima via Francesca, si trova 2,9 km a nord rispetto al capoluogo. Al 31 dicembre 2011 contava 1 139 abitanti.

## Storia
Il nome di Vidalengo presenta una chiara derivazione dal latino Vitalis, con l'aggiunta della desinenza germanica -ing (cfr. Morengo, Martinengo, Offanengo, Pumenengo, località situate entro un raggio di 20 km di distanza).

## Monumenti e luoghi d'interesse

### Architetture religiose

#### Chiesa di San Giovanni a Porta Latina
La chiesa parrocchiale, è dedicata al martirio di san Giovanni apostolo; l'edificio di culto ospita, nell'abside, un antico crocifisso ligneo e due tele dell'Assunta. La chiesa è affiancata da un campanile in cotto.

### Altro

#### Monumento ai caduti
A Vidalengo si trova inoltre un interessante Monumento ai Caduti in Guerra, opera dello scultore bergamasco Ferruccio Guidotti; si tratta di un gruppo in bronzo dall'altezza complessiva di circa due metri, raffigurante un soldato che sostiene un commilitone ferito. Il monumento fu inaugurato nel 1965.

## Società

### Religione
Tra le fonti storiche, Vidalengo viene citata per la prima volta come una parrocchia nel 1200. Tra le fonti di carattere generale, è citata nel 1404 nelle Rationes Censum et Decimarum, in cui compariva inserita nella pieve di Fornovo (diocesi di Cremona); è elencata nel 1603 negli atti della visita pastorale compiuta dal vescovo Cesare Speciano, quando risultava inserita nel vicariato foraneo di Caravaggio; in quegli stessi anni si contavano tra i parrocchiani 145 unità, tra cui 105 anime da comunione (Visita Speciano 1599-1607).
Tra il XVII e XVIII secolo, il clero nella parrocchia di San Giovanni ante portam latinam risultava composto da un parroco nel 1603 e nel 1786 (Bonafossa sec. XVIII).
Nel 1786 il numero dei parrocchiani era di 248 anime; 295 unità nel 1819 (Moruzzi 1992) e la rendita netta del beneficio parrocchiale assommava a lire 1153 (Bonafossa sec. XVIII).
La parrocchia di San Giovanni ante portam latinam, segnalata negli atti della visita pastorale effettuata nel 1819 dal vescovo Omobono Offredi (Moruzzi 1992) e successivamente elencata tra le parrocchie della diocesi di Cremona nel 1835 (Cattedratico 1835, diocesi di Cremona) e nel 1899 (Stato clero diocesi Cremona, 1899), è sempre stata inserita tra XVIII e XIX secolo e fino al 1975 nel vicariato foraneo di Caravaggio. In base al decreto 29 settembre 1975 del vescovo Giuseppe Amari, con cui è stata rivista l'organizzazione territoriale della diocesi cremonese, è stata attribuita alla zona pastorale 1 (decreto 29 settembre 1975).

## Infrastrutture e trasporti

### Ferrovie
La stazione di Vidalengo, posta a sud dell'abitato, si trova sulla linea ferroviaria Milano-Venezia. Vi fermano solamente treni regionali.